# Димитър Трендафилов (футболист)
Вижте пояснителната страница за други личности с името Димитър Трендафилов.
Димитър Трендафилов Василев (роден на 25 февруари 1967 г.), наричан по прякор Крана, е бивш български футболист, нападател. В близо 20-годишната си състезателна кариера е играл за редица клубове, сред които Спартак (Варна), Берое (Стара Загора), Левски (София), Черно море (Варна) и руския Факел (Воронеж).
В А група има общо 180 мача, в които е реализирал 32 гола. Баща му Трендафил Василев, както и чичо му Иван Василев, също са бивши футболисти.

## Кариера
Родом от Варна, Трендафилов израства в школата на Спартак (Варна). Дебютира за първия отбор през сезон 1984/85. Впоследствие се налага като основен играч и става младежки национал. С България участва на Световното първенство до 20 г. в Чили през 1987 г. В първия мач на 11 октомври бележи победния гол за успеха с 1:0 над САЩ. Общо за младежкия национален отбор изиграва 22 мача, в които реализира 2 попадения. За Спартак играе в продължение на 7 сезона, в които записва 175 мача с 49 гола в първенството – 109 мача с 15 гола в А група и 66 мача с 34 гола в Б група.
През лятото на 1991 г. Трендафилов преминава в Берое (Стара Загора). През сезон 1991/92 е реализатор №1 на отбора, като вкарва 9 гола в 24 мача от А група.
Заради добрите си изяви през 1992 г. е привлечен в Левски (София). През сезон 1992/93 със „сините“ става шампион на България, като записва 19 мача с 3 гола в елита. През есента на 1993 г. е преотстъпен в Черно море (Варна), където изиграва 3 мача и бележи един гол. През януари 1994 г. се завръща в Левски. До края на кампанията записва 12 мача с 1 гол, като с отбора печели дубъл. Общо по време на престоя си в Левски изиграва 43 мача с 6 гола – 32 мача с 4 гола в първенството, 7 мача с 2 гола за купата, както и 4 мача в евротурнирите.
В началото на 1995 г. Трендафилов се завръща в Спартак (Варна). Играе за „соколите“ през цялата календарна година, като записва общо 23 мача с 8 гола – 11 мача с 5 гола в Б група и 12 мача с 3 гола в А група.
В началото на 1996 г. за втори път облича екипа на Черно море. До края на сезон 1995/96 играе в 4 мача и вкарва 2 гола, а през 1996/97 записва 26 мача с 9 гола във втория ешелон.
През лятото на 1997 г. Трендафилов преминава в елитния руски Факел (Воронеж). Дебютира в Руската Висша лига на 8 август 1997 г. при загуба с 0:2 като гост срещу Локомотив (Москва). До края на сезона изиграва общо 6 мача и бележи 1 гол. Разписва се на 15 август при успеха с 2:0 срещу Локомотив (Нижни Новгород). Факел обаче завършва на 16-о място и изпада. През 1998 г. записва 9 мача с 1 гол в местната втора дивизия.
В края на кариерата си играе за Хасково, както и за аматьорските Вихър (Вълчи дол) и Ахелой.

## Статистика по сезони
- Спартак (Вн) – 1984/85 – А група, 9 мача/0 гола
- Спартак (Вн) – 1985/86 – А група, 28/4
- Спартак (Вн) – 1986/87 – А група, 23/3
- Спартак (Вн) – 1987/88 – А група, 22/3
- Спартак (Вн) – 1988/89 – А група, 27/5
- Спартак (Вн) – 1989/90 – Б група, 33/18
- Спартак (Вн) – 1990/91 – Б група, 33/16
- Берое – 1991/92 – А група, 24/9
- Левски (Сф) – 1992/93 – А група, 19/3
- Черно море – 1993/ес. - А група, 3/1
- Левски (Сф) – 1994/пр. – А група, 12/1
- Левски (Сф) – 1994/ес. - А група, 1/0
- Спартак (Вн) – 1995/пр. – Б група, 11/5
- Спартак (Вн) – 1995/ес. - А група, 12/3
- Черно море – 1996/пр. - Б група, 4/2
- Черно море – 1996/97 – Б група, 26/9
- Факел – 1997 – Руска Висша Лига, 6/1
- Факел – 1998 – Руска Първа Лига, 9/1
- Хасково – 1999/ес. - Б група, 6/0
- Вихър – 2000/01 – А ОФГ, 11/2
- Вихър – 2001/02 – А ОФГ, 14/7
- Вихър – 2002/03 – В група, 27/14
- Ахелой – 2003/04 – А ОФГ, 19/6

## Успехи
Левски (София)
- А група:
  -  Шампион (2): 1992/93, 1993/94

- Купа на България:
  -  Носител: 1993/94